# Reprezentacja Stanów Zjednoczonych w hokeju na lodzie mężczyzn
Reprezentacja Stanów Zjednoczonych w hokeju na lodzie mężczyzn – zespół hokeja na lodzie, reprezentujący Stany Zjednoczone w meczach i sportowych imprezach międzynarodowych, powoływany przez selekcjonera, w którym mogą występować zawodnicy posiadający obywatelstwo amerykańskie. Za jego funkcjonowanie odpowiedzialny jest USA Hockey.
Reprezentacja Stanów Zjednoczonych dwukrotnie triumfowała na igrzyskach olimpijskich (1960, 1980) i trzykrotnie  na mistrzostwach świata (1933, 1960 ,2025) oraz ma na koncie jeden triumf w Pucharze Spenglera (1988) oraz w Pucharze Świata (1996).Na mistrzostwach świata w 2025 roku hokeiści Stanów Zjednoczonych zdobyli tytuł mistrza świata po 65 latach przerwy,a licząc same mistrzostwa świata po 92 latach przerwy.
Reprezentacja Stanów Zjednoczonych jest członkiem tzw. „Big Six” – nieoficjalnej grupy sześciu najsilniejszych drużyn narodowych w hokeju na lodzie, wraz z reprezentacją Czech, reprezentacją Finlandii, reprezentacją Kanady, reprezentacją Rosji i reprezentacją Szwecji.

## Historia
Inauguracyjne, oficjalne spotkanie międzypaństwowe kadra narodowa rozegrała dnia 23 kwietnia 1920 roku na Palais de Glace d'Anvers w belgijskiej Antwerpii podczas odbywających się tam letnich igrzysk olimpijskich, wygrywając 29:0 z reprezentacją Szwajcarii. Drużyna była reprezentowana przez drużynę z Uniwersytetu Oksfordzkiego – Oxford Canadians, którzy reprezentowali Kanadę również podczas odbywających się w Brukseli mistrzostw LIGH 1912. Dnia 26 kwietnia 1920 roku, USA Hockey został przyjęty do Międzynarodowej Federacji Hokeja na Lodzie (wówczas LIHG, obecnie IIHF).
Największym sukcesem reprezentacji Stanów Zjednoczonych jest zdobycie mistrzostwa olimpijskiego na turnieju olimpijskim 1980 w Lake Placid. Wówczas reprezentacja składający się z zawodników amatorów pokonała w fazie finałowej m.in. dnia 22 lutego 1980 roku w Herb Brooks Arena głównego faworyta turnieju – reprezentację ZSRR (4:3) – mecz później został nazwany „Cudem na lodzie”.
Chociaż hokej na lodzie nie jest powszechnie popularną dyscypliną sportu w Stanach Zjednoczonych, Cud na lodzie często jest wymieniany jako jedno z najważniejszych wydarzeń w historii amerykańskiego sportu. Reprezentacja Stanów Zjednoczonych zdobyła mistrzostwo olimpijskie również na turnieju olimpijskim 1960 w Squaw Valley, pokonując na nim m.in. reprezentację Czechosłowacji (7:5), reprezentację Szwecji (6:3), reprezentację Kanady (2:1), reprezentację ZSRR (3:2), jednak nie jest popularny tak, jak triumf z turnieju olimpijskiego 1980 i często jest nazywany „Forgotten Miracle” („Zapomniany Cud”).
Po „Cudem na lodzie” w Stanach Zjednoczonych nastąpił rozwój talentów w latach 80. i 90., wraz z przyszłymi gwiazdami ligi NHL m.in.: Tony Amonte, Tom Barrasso, Chris Chelios, Brett Hull, Pat LaFontaine, John LeClair, Brian Leetch, Mike Modano, Mike Richter, Jeremy Roenick, Kevin Stevens, Keith Tkachuk, Doug Weight. W latach 1981–1994 reprezentacja Stanów Zjednoczonych nie zdobyła ani jednego medalu na żadnym turnieju olimpijskim oraz w turnieju o mistrzostwo świata. W 1996 roku reprezentacja Stanów Zjednoczonych z zawodnikami ligi NHL w składzie triumfowała w Pucharze Świata 1996 rozgrywanym w Filadelfii i w Montrealu. Sześć lat później, w 2002 władze MKOl-u oraz ligi NHL umożliwiły zawodnikom tej ligi udział w turnieju olimpijskim 2002 w Salt Lake City, podczas których reprezentacja Stanów Zjednoczonych wraz z zawodnikami ligi NHL w składzie zdobyła srebrny medal. Jednak w 2006 roku sporo zawodników wraz z wiekiem straciło swoje umiejętność lub zrezygnowało ze startu w turnieju olimpijskim 2006 w Turynie, na którym reprezentacja Stanów Zjednoczonych zajęła rozczarowujące zdaniem wielu ekspertów 8. miejsce, jednak to był zespół, w skład którego wchodzili młodzi zawodnicy ligi NHL tacy jak m.in.: Rick DiPietro, John-Michael Liles, Jordan Leopold.
Na turnieju olimpijskim 2010 w Vancouver reprezentacja Stanów Zjednoczonych mająca w składzie takich zawodników jak m.in.: David Backes, Dustin Brown, Jack Johnson, Patrick Kane, Phil Kessel, Zach Parise, Joe Pavelski, Bobby Ryan, Paul Stastny, Ryan Suter, Brian Rafalski, Jamie Langenbrunner – kapitan, po przegranej w dogrywce (3:2) z reprezentacją Kanady w meczu finałowym zdobyła srebrny medal. Mecz ten oglądało łącznie 27,6 miliona osób w Stanach Zjednoczonych od czasu tzw. „Cudem na lodzie”, licząc również finały Pucharu Stanleya oraz NHL Winter Classic. Jednak kilka miesięcy później, podczas odbywających się w Niemczech mistrzostw świata Elity 2010 reprezentacja Stanów Zjednoczonych zanotowała swój najgorszy start w historii, zajmując dopiero 13. miejsce, po trzech wygranych w fazie o utrzymanie, dzięki czemu utrzymała się w Elicie i wystartowała w mistrzostwach świata Elity 2011 na Słowacji.

## Osiągnięcia

### Igrzyska olimpijskie
- 1920 –(turniej podczas letnich igrzysk olimpijskich)
- 1924 –
- 1928 – Nie uczestniczyli
- 1932 –
- 1936 –
- 1948 – dyskwalifikacja
- 1952 –
- 1956 –
- 1960 –
- 1964 – 5. miejsce
- 1968 – 6. miejsce
- 1972 –
- 1976 – 5. miejsce
- 1980 –
- 1984 – 7. miejsce
- 1988 – 7. miejsce
- 1992 – 4. miejsce
- 1994 – 8. miejsce
- 1998 – 6. miejsce
- 2002 –
- 2006 – 8. miejsce
- 2010 –
- 2014 – 4. miejsce

### Mistrzostwa Świata
- 1930 – Nie uczestniczyli
- 1931 –
- 1932 –
- 1933 –
- 1934 –
- 1935 – Nie uczestniczyli
- 1936 – Nie uczestniczyli
- 1937 – Nie uczestniczyli
- 1938 – 7. miejsce
- 1939 –
- 1947 – 5. miejsce
- 1949 –
- 1950 –
- 1953 – Nie uczestniczyli
- 1954 – Nie uczestniczyli
- 1955 – 4. miejsce
- 1957 – Nie uczestniczyli
- 1958 – 5. miejsce
- 1959 – 4. miejsce
- 1960 –
- 1961 – 6. miejsce
- 1962 –
- 1963 – 8. miejsce
- 1965 – 6. miejsce
- 1966 – 6. miejsce
- 1967 – 5. miejsce
- 1969 – 6. miejsce: spadek
- 1970 – 7. miejsce (1. w Grupie B)
- 1971 – 6. miejsce: spadek
- 1972 – 8. miejsce (2. w Grupie B)
- 1973 – 8. miejsce (2. w Grupie B)
- 1974 – 7. miejsce (1. w Grupie B)
- 1975 – 6. miejsce
- 1976 – 4. miejsce
- 1977 – 6. miejsce
- 1978 – 6. miejsce
- 1979 – 7. miejsce
- 1981 – 5. miejsce
- 1982 – 8. miejsce: spadek
- 1983 – 9. miejsce (1. w Grupie B)
- 1985 – 4. miejsce
- 1986 – 6. miejsce
- 1987 – 7. miejsce
- 1989 – 6. miejsce
- 1990 – 5. miejsce
- 1991 – 4. miejsce
- 1992 – 7. miejsce
- 1993 – 6. miejsce
- 1994 – 4. miejsce
- 1995 – 6. miejsce
- 1996 –
- 1997 – 6. miejsce
- 1998 – 12. miejsce
- 1999 – 6. miejsce
- 2000 – 5. miejsce
- 2001 – 4. miejsca
- 2002 – 7. miejsce
- 2003 – 13. miejsce
- 2004 –
- 2005 – 6. miejsce
- 2006 – 7. miejsce
- 2007 – 5. miejsce
- 2008 – 6. miejsce
- 2009 – 4. miejsce
- 2010 – 13. miejsce
- 2011 – 8. miejsce
- 2012 – 7. miejsce
- 2013 –
- 2014 – 6. miejsce
- 2015 – Brązowy medal
- 2016 – 4. miejsce
- 2017 – 5. miejsce
- 2018 –
- 2019 – 7. miejsce
- 2021 –
- 2022 – 4. miejsce
- 2023 – 4. miejsce
- 2024 – 5. miejsce
- 2025 –

| - 1976 – 5. miejsce - 1981 – 4. miejsce - 1984 – 2. miejsce - 1987 – 5. miejsce - 1991 – 2. miejsce |  | - 1996 – 1. miejsce - 2004 – Półfinał - 2016 – 7. miejsce |  | - 1988 – 1. miejsce - 2005 – 2. miejsce |  | - 2002 – 2. miejsce - 2003 – 1. miejsce - 2004 – 1. miejsce - 2005 – 3. miejsce - 2007 – 2. miejsce |